# Chalcodermus angulicollis
Chalcodermus angulicollis – gatunek chrząszcza z rodziny ryjkowcowatych.

## Zasięg występowania
Ameryka Południowa i Północna, notowany w Argentynie, Boliwii, Brazylii, Gujanie Francuskiej, Kolumbii, Meksyku, Paragwaju oraz w Wenezueli.

## Budowa ciała
Ciało krótkie, pękate. Na pokrywach wyraźne, grube punktowanie. Ich przednia krawędź nieco szersza od przedplecza, zakończona po bokach niewyraźną ostrogą. Przedplecze szerokie, niemal prostokątne w tylnej części z dwiema niewyraźnymi ostrogami po bokach, z przodu mocno zwężone, drobno punktowane na całej powierzchni.
Ubarwienie całego ciała czarne, silnie połyskujące.